# Eberhard Foth
Eberhard Foth (* 21. November 1930 in Zwickau, Sachsen) ist ein deutscher Jurist. Er wurde bekannt als Vorsitzender Richter des Stammheim-Prozesses und war von 1980 bis 1995 Richter am Bundesgerichtshof.

## Leben
Eberhard Foth wurde am 21. November 1930 in Zwickau als drittes Kind des Reichsfinanzbeamten Wilhelm Foth (* 11. November 1896; † April 1945) und dessen Ehefrau Marie Foth (geb. Schenk) geboren.
1937 zog die Familie nach Stuttgart und 1938 weiter nach Balingen, wo sein Vater bis Kriegsende Vorsteher des Finanzamtes war. Bis zum Abitur 1950 besuchte er die Gymnasien Balingen und Albstadt/Ebingen. Daneben war er seit Kriegsende als Hilfsarbeiter in der Landwirtschaft tätig, um die sechsköpfige Familie zu unterstützen, nachdem sein Vater bei der Einnahme Balingens gefallen war.
Zum Wintersemester 1950/51 nahm er das Studium der Rechtswissenschaften an der Eberhard-Karls-Universität Tübingen auf. Die hierfür notwendigen finanziellen Mittel erwirtschaftete er in den Semesterferien als Bauarbeiter und bei der Waagenfabrik Bizerba. 1954 legte er das erste Staatsexamen ab und promovierte 1956 mit einem familienrechtlichen Thema. Das Referendariat absolvierte er in Tübingen mit Stationen an der Verwaltungshochschule Speyer und in Hamburg. 1958 folgte das zweite Staatsexamen.
Eberhard Foth war von 1958 bis 1960 als Anwaltsassessor bei einem Balinger Rechtsanwalt und späteren Rechtsanwalt am Bundesgerichtshof tätig. 1960 trat er in den höheren Justizdienst des Landes Baden-Württemberg ein. Als Gerichtsassessor war er am Landgericht Tübingen. 1962 wurde er als Landgerichtsrat zum Landgericht Rottweil versetzt und übernahm dort zudem die Ausbildungsleitung der Referendare.
Nach einer sechsmonatigen Abordnung zum Oberlandesgericht Stuttgart im Jahr 1969 gehörte er ab 1970 dem zweiten Strafsenat des OLG Stuttgart an. 1974 wurde er dem für die Anklage im Stammheim-Prozess zuständigen Strafsenat zugewiesen. An dem am 21. Mai 1975 begonnenen Prozess nahm er zunächst als stellvertretender Vorsitzender teil. Nach einem erfolgreichen Befangenheitsantrag im Januar 1977 folgte er auf Theodor Prinzing als Vorsitzendem Richter und verkündete am 28. April 1977 das Urteil.
Von 1980 bis 1995 war er Richter am Bundesgerichtshof und dort Mitglied des 1. Strafsenats.
Nach der Pensionierung war er noch über ein Jahrzehnt als Vorsitzender einer Gutachterkommission bei der Landesärztekammer Baden-Württemberg tätig.
Eberhard Foth ist verheiratet, hat drei Kinder, war bis zu seinem 90. Lebensjahr passionierter Bergsteiger und Skifahrer und legte das Deutsche Sportabzeichen 49-mal ab. Die Verleihung des Bundesverdienstkreuzes lehnte er mit der Begründung ab, er habe in seinem Berufsleben nur die mit dem Richteramt verbundenen Pflichten erfüllt.